# Marek Majewski
Marek Majewski (ur. 1952 w Warszawie) – polski autor, kompozytor, poeta, satyryk i felietonista.
Jest scenarzystą i reżyserem licznych programów estradowych, telewizyjnych i radiowych, m.in. własnego programu telewizyjnego Kabaretowa Lista Przebojów.

## Życiorys
W latach 70. i 80. wraz z Ewą Gaworską współtworzył zespół z kręgu piosenki studenckiej „Zegar z kukułką” (reaktywowany w 2012 w ramach festiwalu OPPA).
Między 1989 a 2005 wraz z Marcinem Wolskim współtworzyli wszystkie telewizyjne i radiowe polityczne szopki noworoczne. W 2005 na Gdańskim VI Festiwalu Dobrego Humoru wspólnie z Wolskim otrzymali nagrodę za najdowcipniejszy program rozrywkowy – polityczna szopka noworoczna pt. Teraz wyspa w TVP1.
Został członkiem honorowego komitetu poparcia Bronisława Komorowskiego przed przyspieszonymi wyborami prezydenckimi 2010 i przed wyborami prezydenckimi w Polsce w 2015.
Żonaty z Bożeną, z którą ma dwoje dzieci: Magdę i Jakuba.

## Dyskografia
- 2005: „The Best – Czasy lewej kasy” – Marek Majewski: płyta CD wydana przez Mtj Agencja Artystyczna
- 1999: „Piosenki dziecinne” – Marek Majewski: płyta CD wydana przez Sony BMG.

## Odznaczenia
- 2015: Złoty Krzyż Zasługi za zasługi w działalności twórczej i artystycznej[5].